# Karl Lüdecke (Chemiker)
Karl Robert Lüdecke  (* 6. März 1880 in Berlin; † 1955) war ein deutscher Chemiker und Manager in der chemischen Industrie.
Lüdecke besuchte ein Realgymnasium und studierte an der Friedrich-Wilhelms-Universität Berlin und an der Ludwig-Maximilians-Universität München Chemie, in München promovierte er 1905 mit der Dissertation Zur Kenntnis der Glycerinphosphorsäure und des Lecithins. Bereits 1904 veröffentlichte er mit Richard Willstätter über Lecithin.
Er arbeitete zunächst bei der 1900 gegründeten Vereinigte Chemische Werke AG in (Berlin-)Charlottenburg, die aus dem Unternehmen von Benno Jaffé von Ludwig Darmstaedter hervorging und sich mit Fettchemie befasste. Dort erfand er 1914 mit Wilhelm Connstein eine industrielle Methode der Glycerin-Herstellung, die im Ersten Weltkrieg in Deutschland von großer Bedeutung für die Sprengstoffproduktion war. 1919 erhielt er dafür mit Connstein die Adolf-von-Baeyer-Denkmünze, eine der höchsten Auszeichnungen der Gesellschaft Deutscher Chemiker. Im Unternehmen stieg er zum stellvertretenden Vorstandsmitglied auf.
Von 1922 bis 1927 war Karl Lüdecke Direktor der Glanzfilm AG in Berlin-Köpenick, die fotografisches Filmmaterial herstellte. Danach kehrte er als Vorstandsmitglied zur Vereinigte Chemische Werke AG zurück, die ab Oktober 1930 als Pfeilring-Werke AG firmierte und ab dem gleichen Jahr ihre Betriebe an die Schering-Kahlbaum AG verpachtete. Lüdecke schied zwischen 1929 und 1932 aus dem Unternehmen aus.

## Schriften
- (mit Wilhelm Connstein): Glyceringewinnung aus Zucker. In: Die Naturwissenschaften, 7. Jahrgang 1919, S. 403–405.